# Glyvrar
Glyvrar (wym. [gliːvɹaɹ], duń. Glibre) – jedna z miejscowości na Wyspach Owczych, archipelagu, który stanowi terytorium zależne Danii, położone na Morzu Norweskim. Znajduje się ona na wyspie Eysturoy w gminie Runavík. Zamieszkuje ją 398 osób.

## Położenie

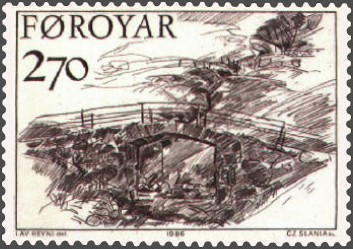
Znaczek przedstawiający stary most w Glyvrar

Miejscowość leży w południowej części wyspy Eysturoy, na wschodnim wybrzeżu fiordu Skálafjørður. Przez miejscowość przepływają liczne cieki wodne, między innymi Regnáin, płynący przez rozpadlinę Glyvragjógv. Na południe od miejscowości znajduje się wieś Saltangará, a za nią siedziba władz gminy Runavík, na północ zaś leży Lambareiði. Na zachód od Glyvrar znajduje się pasmo górskie, którego najbliższymi szczytami są: Hæddin (274 m n.p.m.), Høgaleiti (264 m n.p.m.) oraz Glyvrafjall (303 m n.p.m.).

## Informacje ogólne

### Populacja
Według szacunków na 1 stycznia 2016 roku Glyvrar zamieszkuje 398 osób. W 1985 roku żyło tam 409 ludzi, jednak liczba ta od tamtej pory malała do 1995 roku, kiedy populacja wynosiła tam 321 mieszkańców. Wyjątkiem był rok 1992, kiedy liczba mieszkańców wzrosła. Na ubytek populacji wpływ miał między innymi kryzys gospodarczy na Wyspach Owczych w połowie XX wieku. Po 1995 roku liczba ludności ponownie zaczęła wzrastać, osiągając 356 osób w 2000 roku, 406  w 2003 i 424 w 2006. Następnie liczba mieszkańców ponownie spadła do 403 w 2007, wzrosła do 420 w 2008, a następnie znowu zaczęła maleć. W 2012 osiągnęła 368 osób, w 2013 wzrosła do 378 i znów spadła do 370 w 2015. Obecnie populacja w Glyvrar znów przyrasta.
Współczynnik feminizacji w Glyvrar wynosi 93 kobiety na 100 mężczyzn. 27,9% stanowią osoby w wieku przedprodukcyjnym, a ludzie po sześćdziesiątym piątym roku życia 18,3%.

### Transport
Przez miejscowość przebiega droga krajowa numer 15, łącząca Toftir ze Skipanes. W Glyvrar ma początek linia 442 autobusowa państwowego przedsiębiorstwa komunikacyjnego Strandfaraskip Landsins. Biegnie ona następnie przez Runavík, Rituvík do Æðuvík, a następnie z powrotem.

## Historia
Miejscowość została po raz pierwszy wspominana w Jarðarbókin - spisie z 1584 roku. Od 1903 do 1928 roku w miejscowości funkcjonowała szkoła dla nawigatorów. Obecnie istnieje tam szkoła podstawowa. W 1914 w szkole w Glyvrar pracował Victor Danielsen, tłumacz Biblii na język farerski. Kościół wybudowany został w 1927 roku, jednak został poważnie przebudowany w 1981. W 1968 założono w Glyvrar Bakkafrost zajmujące się przetwórstwem rybnym. Od 1986 w miejscowości działa muzeum historyczne Bygdasavnid Forni.